# Anacimas
Anacimas is een vliegengeslacht uit de familie van de dazen (Tabanidae).

## Soorten
- A. dodgei (Whitney, 1879)
- A. limbellatus Enderlein, 1923